# Melicope discolor
Melicope discolor là một loài thực vật có hoa trong họ Cửu lý hương. Loài này được (Baker) T.G. Hartley mô tả khoa học đầu tiên năm 2001.